# Eagle Lake, Ontario
Eagle Lake är en sjö i Kanada.   Den ligger i Kenora District och provinsen Ontario, i den sydöstra delen av landet, 1 400 km väster om huvudstaden Ottawa. Eagle Lake ligger 361 meter över havet. Arean är 320 kvadratkilometer. Den sträcker sig 35,8 kilometer i nord-sydlig riktning, och 52,6 kilometer i öst-västlig riktning.
Trakten runt Eagle Lake är nära nog obefolkad, med mindre än två invånare per kvadratkilometer.